# Patricia Ross
Patricia Ross (* 8. März 1959 in Middlebury, Vermont) ist eine ehemalige US-amerikanische Skilangläuferin.
Ross begann an der Highschool in Middlebury mit dem Skilaufen. Auch beim Studium als Sportlehrerin an der University of New Hampshire blieb sie dem Sport bis zu ihrem Abschluss 1982 verbunden. 1983 nahm sie an der Winter-Universiade in Sofia, Bulgarien teil. Dort belegte sie die Plätze 21 und 17 in den Wettkämpfen über 5 und 10 Kilometer. Ein Jahr später, 1984, konnte Ross sich für die Olympischen Winterspiele in Sarajevo qualifizieren. Sie trat ebenfalls über 5 und 10 Kilometer an und erreichte die Ränge 40 und 39. Im Staffelwettbewerb über vier Mal 5 Kilometer wurde sie mit ihren Teamkolleginnen Susan Long, Judy Rabinowitz und Lynn Spencer-Galanes Siebte.
Nach ihrer aktiven Karriere arbeitete Ross als Immobilienmaklerin in Upstate New York.